# Communauté de communes du Briançonnais
Die Communauté de communes du Briançonnais ist ein französischer Gemeindeverband mit der Rechtsform einer Communauté de communes im Département Hautes-Alpes in der Region Provence-Alpes-Côte d’Azur. Er ist nach der Landschaft Briançonnais benannt, wurde am 28. Dezember 1995 gegründet und umfasst 13 Gemeinden. Der Verwaltungssitz befindet sich im Ort Briançon.

## Mitgliedsgemeinden
| Gemeinde                               | Einwohner 1. Januar 2022 | Fläche km² | Dichte Einw./km² | Code INSEE | Postleitzahl |
| -------------------------------------- | ------------------------ | ---------- | ---------------- | ---------- | ------------ |
| Briançon                               | 10.748                   | 28,07      | 383              | 05023      | 05100        |
| Cervières                              | 189                      | 109,68     | 2                | 05027      | 05100        |
| La Grave                               | 479                      | 126,91     | 4                | 05063      | 05320        |
| La Salle-les-Alpes                     | 919                      | 35,42      | 26               | 05161      | 05240        |
| Le Monêtier-les-Bains                  | 968                      | 97,87      | 10               | 05079      | 05220        |
| Montgenèvre                            | 459                      | 40,07      | 11               | 05085      | 05100        |
| Névache                                | 360                      | 191,93     | 2                | 05093      | 05100        |
| Puy-Saint-André                        | 471                      | 15,37      | 31               | 05107      | 05100        |
| Puy-Saint-Pierre                       | 517                      | 7,74       | 67               | 05109      | 05100        |
| Saint-Chaffrey                         | 1.504                    | 25,88      | 58               | 05133      | 05330        |
| Val-des-Prés                           | 610                      | 44,77      | 14               | 05174      | 05100        |
| Villar-d’Arêne                         | 290                      | 77,51      | 4                | 05181      | 05480        |
| Villar-Saint-Pancrace                  | 1.433                    | 42,53      | 34               | 05183      | 05100        |
| Communauté de communes du Briançonnais | 18.947                   | 843,75     | 22               | –          | –            |